# Нарочь (река)
На́рочь (Нароча́нка, бел. На́рач (Нарача́нка)) — река в Беларуси, в Мядельском и Вилейском районах Минской области. Вытекает из озера Нарочь и впадает в реку Вилия.
Название — балтского происхождения, связано с лит. nerti «нырять».
По другой точке зрения, топоним Нарочь имеет финно-угорское происхождение.
Длина реки — 75 км. Русло очень извилистое. Ширина в истоке 10−12 м, в низовьях 30−40 м. Скорость течения реки 2−3 км/ч.
Течёт Нарочь в крутых берегах по довольно прямому руслу среди малозаселённой местности. Вдоль реки — многочисленные родники. Вытекает с южного берега озера Нарочь в Мядельском районе, протекает в границах Нарочанско-Вилейской низины, впадает в Вилию за 1,2 км на юго-западе от деревни Красница Вилейского района у границы с Гродненской областью.
Основные притоки: Узлянка, Ужик, Панурка, Спяглица, Ганутка, Грузденица.
В междуречье Нарочи и Узлянки расположен гидрологический заказник Черемшица. На живописных берегах Нарочи и Узлянки находится зона отдыха Узлянка. В истоке реки возле хутора Скок созданы сажалки для разведения рыбы.